# Флавио Бриаторе
Флавио Бриаторе (на италиански: Flavio Briatore) е италиански бизнесмен.
Той е бивш управляващ директор на тимовете „Бенетон“, „Рено“ от „Формула 1“ и бивш собственик на тима на „Лижие“, както и съсобственик (съвместно с Лакшми Митал и Бърни Екълстоун) на британския футболен тим „Куинс Парк Рейнджърс“.

## Биография
.
Бриаторе израства относително бедно, но по късно работи като ски-инструктор и ресторантьор, преди през 1974 година на борсата в Милано, където работи като брокер, се запознава с Лучано Бенетон, който му поверява изграждането на марката си в Америка.
След колосалния успех поема друг бизнес, нагърбва се с нелеката задача да оглави екипа на Бенетон (Формула 1), който участва в шампионата на ФИА – Формула 1.
Благодарение на отличното му ръководство Бенетон печели 2 поредни световни титли (1994 и 1995 г. – Михаел Шумахер).
Също така под негово ръководство преминават и най-силните години във Формула 1 за отбора на Рено Ф1. През (2005 и 2006 г. – Фернандо Алонсо) става двукратен световен шампион с Рено Ф1.
През септември 2009 година, след нечуван скандал, е изхвърлен завинаги от Формула 1, заради факта, че е организирал умишлената катастрофа на втория си пилот Нелсиньо Пикет по време на състезанието за Голямата награда на Сингапур 2008 година. Благодарение на този умишлено предизвикан инциден, излиза колата за сигурност, което облагодетелства първия пилот на Рено Ф1 – Фернандо Алонсо, който става победител в състезанието.
В същата афера е замесен и главният инженер на тима – Пат Саймъндс, който е изхвърлен от шампионата за 5 години, а екипа на Рено получава 5-годишна условна присъда за аферата.